# Enrico Massignan
Enrico Massignan (Valmarana, 26 settembre 1941) è un ex ciclista su strada italiano, professionista dal 1962 al 1966.

## Biografia
Fratello minore del più noto Imerio Massignan, vinse nel 1961 nella categoria dilettanti la Verona-Roveré, mentre l'anno successivo, sempre da dilettante, arrivò secondo nella Astico-Brenta.
Passato professionista nell'ottobre 1962, terminò quindicesimo al Giro di Lombardia, valicando per primo il gran premio della montagna di Sormano. Negli anni seguenti non ottenne risultati. Nel 1966 partecipò al Giro d'Italia, che concluse ottantaduesimo e, al termine della stagione, abbandonò definitivamente le competizioni.

## Piazzamenti

### Grandi giri
- Giro d'Italia

1966: 82º

### Classiche
- Milano-Sanremo

1966: 53º
- Giro di Lombardia

1962: 15º